# Alfredo Zacarías
Alfredo Zacarías est un réalisateur, scénariste et producteur de cinéma mexicain, né Alfredo Héctor Zacarías Bustos le 21 novembre 1941 à Mexico. 

## Filmographie

### Comme réalisateur
- 1967 : The Bandits
- 1967 : Ven a cantar conmigo
- 1968 : Operación carambola
- 1968 : Un Extraño en la casa
- 1969 : Mi padrino
- 1970 : Capulina corazón de leon
- 1970 : Capulina Speedy Gonzalez
- 1970 : El Hermano Capulina
- 1970 : Jóvenes de la Zona Rosa
- 1970 : La Vida de Chucho el Roto
- 1970 : Los Amores de Chucho el Roto
- 1970 : Yo soy Chucho el Roto
- 1971 : El Inolvidable Chucho el Roto
- 1972 : Me he de comer esa tuna
- 1972 : Ni solteros, ni casados
- 1973 : 'Capulina contra las momias' (El terror de Guanajuato)
- 1973 : El Caballo torero
- 1976 : El Karateca azteca
- 1977 : Lo veo y no lo creo
- 1978 : Les Abeilles (The Bees)
- 1981 : El Rey de Monterrey
- 1981 : Messenger of Death Demonoid
- 1982 : El Naco mas naco
- 1983 : El Sargento Capulina
- 1989 : Crime of Crimes
- 1991 : Las Nachas
- 2001 : The Pearl

### Comme scénariste
- 1960 : Tin Tan y las modelos
- 1962 : ¡En peligro de muerte!
- 1962 : Las Hijas del Amapolo
- 1963 : Fuerte, audaz y valiente
- 1964 : La Edad de piedra
- 1965 : Escuela para solteras
- 1966 : Juan Pistolas
- 1966 : Los Cuatro Juanes
- 1966 : Los Dos rivales
- 1967 : Dos pintores pintorescos
- 1967 : The Bandits
- 1967 : Ven a cantar conmigo
- 1968 : Operación carambola
- 1968 : Un Extraño en la casa
- 1969 : Mi padrino
- 1969 : Santo contra Capulina
- 1970 : Capulina corazón de leon
- 1970 : Capulina Speedy Gonzalez
- 1970 : El Hermano Capulina
- 1970 : Jóvenes de la Zona Rosa
- 1970 : La Mujer de oro
- 1970 : La Vida de Chucho el Roto
- 1970 : Yo soy Chucho el Roto
- 1971 : El Inolvidable Chucho el Roto
- 1971 : Jesús, nuestro Señor
- 1972 : ¡Cómo hay gente sinvergüenza!
- 1972 : María y José Jesús
- 1972 : Ni solteros, ni casados
- 1973 : 'Capulina contra las momias' (El terror de Guanajuato)
- 1973 : El Bueno para nada
- 1973 : El Caballo torero
- 1974 : Capulina contra los monstruos
- 1974 : El Carita
- 1975 : El Investigador Capulina
- 1976 : El Karateca azteca
- 1977 : Capulina Chisme Caliente
- 1977 : Lo veo y no lo creo
- 1978 : El Circo de Capulina
- 1978 : Les Abeilles (The Bees)
- 1981 : Messenger of Death Demonoid
- 1989 : Crime of Crimes
- 2001 : The Pearl

### Comme producteur
- 1964 : La Edad de piedra
- 1966 : Los Cuatro Juanes
- 1966 : Los Dos rivales
- 1967 : The Bandits
- 1968 : Un Extraño en la casa
- 1969 : Mi padrino
- 1969 : Santo contra Capulina
- 1970 : Capulina Speedy Gonzalez
- 1970 : El Hermano Capulina
- 1970 : La Mujer de oro
- 1970 : La Vida de Chucho el Roto
- 1970 : Los Amores de Chucho el Roto
- 1970 : Yo soy Chucho el Roto
- 1971 : El Inolvidable Chucho el Roto
- 1971 : Jesús, el niño Dios
- 1971 : Jesús, nuestro Señor
- 1972 : ¡Cómo hay gente sinvergüenza!
- 1972 : María y José Jesús
- 1973 : 'Capulina contra las momias' (El terror de Guanajuato)
- 1973 : El Caballo torero
- 1974 : Capulina contra los monstruos
- 1974 : El Carita
- 1975 : El Investigador Capulina
- 1977 : Capulina Chisme Caliente
- 1977 : Lo veo y no lo creo
- 1978 : Les Abeilles (The Bees)
- 1981 : Messenger of Death Demonoid
- 1986 : La Vida de nuestro señor Jesucristo
- 1989 : Crime of Crimes
- 1991 : Las Nachas